# 古今亭駒次
古今亭 駒次（ここんてい こまじ）は、落語家の名前。
- 金原亭駒次 - 現∶七代目むかし家今松
- 古今亭駒次 - 現∶古今亭駒治